# Kebechet

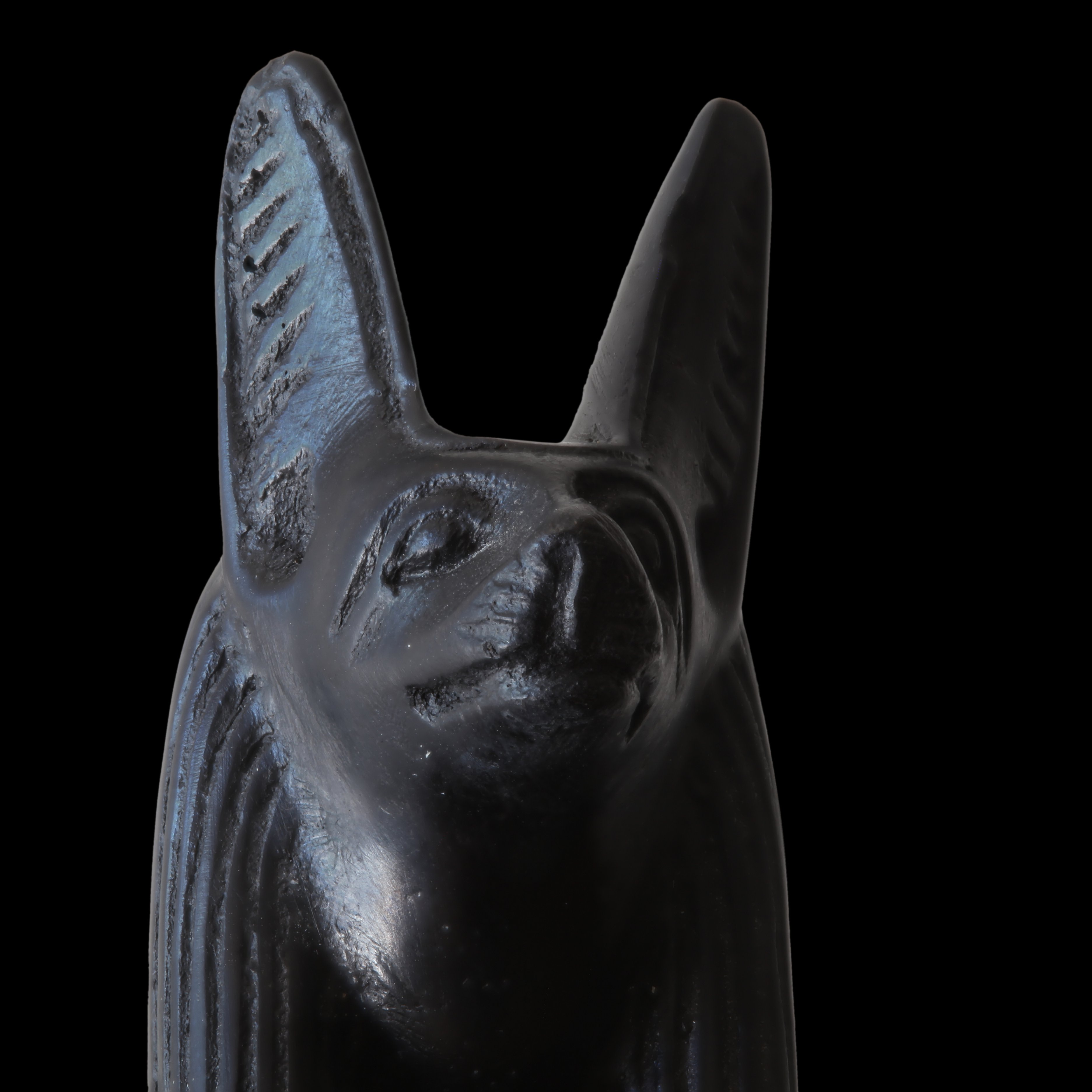
Anubis, tatăl lui Kebechet

În mitologia egipteană, Kebechet (scris in hieroglife ca Qeb-Hwt, și de asemenea transliterat ca Khebhut, Kebehut, Qébéhout, Kabehchet și Kebehwet) este o zeiță, o divinizare a îmbălsămării lichide. Numele ei înseamnă răcirea apei. Kebechet este fiica lui Anubis și a soției sale Anput. 
În „Textele Piramidale”, Kebechet este menționată ca un șarpe care „reîmprospătează și purifică” faraonul. 
Kebechet a fost gandită să dea apă spiritelor celor morți în timp ce așteptau procesul de mumificare să fie complet. Ea a fost probabil, legată de mumificare unde va fortifica organismul impotriva corupției, asa că ar rămâne în stare proaspătă pentru reanimare.
1. ↑  IeSBE / Anubis[*] Verificați valoarea |titlelink= (ajutor)